# 歌川芳桐
歌川 芳桐（うたがわ よしきり、生没年不詳）とは、江戸時代から明治時代にかけての浮世絵師。

## 来歴
歌川国芳の門人、一鳳斎と号す。歌川の画姓を称し、作画期は文久から明治にかけてとされる。明治6年（1873年）建立の一勇斎歌川先生墓表に国芳門人として「芳桐」の名がみられるが、その他の経歴や作については不明。なお『幕末明治の浮世絵集成』は号を「一風斎」としている。